# فهرست بزرگ‌ترین سدهای جهان
جدول زیر فهرستی از بزرگترین سدهای جهان بر پایه حجم سازه آنهاست. توجه داشته باشید که داده‌های موجود در مورد حجم سازه سدها به راحتی در دسترس نبوده و اعتماد به آنها مشکل است. از لحاظ محاسبات منابع آب موجود و مهندسی آب‌شناسی، ظرفیت ذخیره‌سازی آب سدها از اهمیت بیشتری برخوردار است؛ لذا جدول دیگری نیز وجود دارد که حاوی اسامی بزرگترین سدهای جهان بر پایه ظرفیت ذخیره‌سازی آب در آنها می‌باشد.
| حجم سد (میلیون متر مکعب) | کشور                | نام                  | سال تکمیل   | منبع  |
| ------------------------ | ------------------- | -------------------- | ----------- | ----- |
| ۵۴۰                      | کانادا              | سد باطله سینکرود     | در دست ساخت | [ ۲ ] |
| ۲۹۸                      | آرژانتین            | پاتی                 | در دست ساخت | [ ۲ ] |
| ۲۸۶                      | گرجستان             | سد اینگوری           | 1960        | [ ۲ ] |
| ۲۵۰                      | ایران               | سد باطله معدن سونگون | در دست ساخت | [ ۲ ] |
| ۲۱۰                      | ایالات متحده آمریکا | سد باطله نیو کورنلیا | ۱۹۷۳        | [ ۲ ] |
| ۱۲۲                      | پاکستان             | سد تاربلا            | ۱۹۷۶        | [ ۲ ] |
| ۱۱۲                      | قرقیزستان           | کامباراتینسک         | در دست ساخت | [ ۲ ] |
| ۹۶                       | ایالات متحده آمریکا | سد فورت پک           | ۱۹۴۰        | [ ۲ ] |
| ۹۳                       | نیجریه              | سد اوسوما            | ۱۹۹۰        | [ ۲ ] |
| ۹۰                       | اندونزی             | سیپاسانگ             | در دست ساخت | [ ۲ ] |
| ۸۵                       | ترکیه               | سد آتاترک            | ۱۹۹۰        | [ ۲ ] |
| ۶۵                       | پاکستان             | سد مانگلا            | ۱۹۶۷        | [ ۲ ] |
| ۴۰                       | ایران               | سد بار               | ۲۰۱۵        | [ ۲ ] |